# Progressions of Power
Progressions of Power è il quarto album della band Triumph pubblicato nel 1980.

## Tracce
1. "I Live for the Weekend" (Moore, Levine, Emmett) – 5:15
2. "I Can Survive" (Moore, Levine, Emmett) – 4:04
3. "In the Night" (Emmett, Levine, Moore) – 6:16
4. "Nature's Child" (Levine, Moore) – 5:45
5. "Woman in Love" (Moore, Levine, Emmett) – 4:44
6. "Take My Heart" (Emmett, Levine, Moore) – 3:33
7. "Tear the Roof Off" (Moore, Levine, Emmett) – 4:34
8. "Finger Talking" (Emmett) – 2:02
9. "Hard Road" (Emmett, Levine, Moore) – 5:25

## Formazione
- Gil Moore - batteria, voce
- Mike Levine - basso, tastiera, cori
- Rik Emmett - chitarra, voce